# Stereocaryum
Stereocaryum es un género con tres especies de plantas con flores que pertenece a la familia Myrtaceae. Es originario de Nueva Caledonia.

## Especies
- Stereocaryum neocaledonicum (Brongn. & Gris) A.J.Scott, Kew Bull. 34: 496 (1980).
- Stereocaryum ovigerum (Brongn. & Gris) Burret, Notizbl. Bot. Gart. Berlin-Dahlem 15: 547 (1941).
- Stereocaryum rubiginosum (Brongn. & Gris) Burret, Notizbl. Bot. Gart. Berlin-Dahlem 15: 546 (1941).